# Mr. Bones
Mr. Bones ist eine südafrikanische Filmkomödie aus dem Jahr 2001. Regie führte Gray Hofmeyr, der gemeinsam mit Greg Latter und Leon Schuster auch das Drehbuch schrieb.

## Handlung
Der Europäer Mr. Bones ist in einer autonomen Region Südafrikas als Medizinmann tätig. Er wird mit der Suche nach dem verschollenen Sohn des Königs beauftragt. Mr. Bones reist nach Sun City, wo er einen US-amerikanischen Profisportler, der an einem wichtigen Wettbewerb teilnehmen will, mit dem Kronprinzen verwechselt. Mr. Bones entführt den Golfspieler und seinen Mitarbeiter. Die Männer reisen gemeinsam durch das Land; während der Reise kommt es zu Spannungen.

## Kritiken
„Heimische Kinoproduktionen sind in Südafrika eine Rarität. […] Dass eigene Filme aber durchaus gefragt sind, zeigt der Kassenschlager "Mr. Bones", der über 33 Millionen Rand (ca. 4,1 Millionen Euro) einspielte und Blockbuster wie z. B. "Titanic" überflügelte. Der Hauptverantwortliche dieses Erfolges ist Leon Schuster, ein Komiker, der in seiner Heimat etwa so populär ist, wie hier zu Lande Otto. […] Sein Rezept: Sex- und Fäkal-Kalauer, die sich haarscharf an der Gürtelline entlanghangeln. Immerhin versprüht der Schauplatz, das luxuriöse Golf- und Spielerparadies Sun City, exotischen Reiz. Dahinter verblasst dann allerdings die magere Story […] Die muntere Botschaft von "Mr. Bones" beweist immerhin, dass der Südafrikaner über die gleichen Albernheiten lacht wie der Deutsche.“

„Überdrehte, ideenarme und derbe Klamauk-Komödie mit einigen sozialkritischen Seitenhieben.“

„"Mr. Bones" ist Leon Schusters Baby. […] Zehn Jahre nachdem mit "Yankee Zulu" der erste Schuster-Erfolg auch nach Europa exportiert wurde, nehmen Hauptdarsteller und sein Regisseur Gray Hofmeyr einen neuen Anlauf: mit größerem Budget und Tempo, aber mit gewohnter Akzentuierung von Slapstick und Chaoskomik. Fish out of water, Humorgenese aus Konfrontation mit ungewohnter Umwelt, ist hier das Rezept, das nach dem Rand nun auch den Euro in die Kassen bringen soll. […] Ein bisschen Romantik und kriminelle Bedrohung komplettieren die Geschichte dieser Komödie, die in Zeiten, da geistreicher Wortwitz und Charakterkomik selten angeboten und dann vom Publikum oft auch nicht angemessen angenommen wird, am Markt durchaus ihre Chancen hat.“

## Hintergründe
Der Film wurde in Sun City (Südafrika) und in einigen anderen südafrikanischen Orten gedreht. Seine Produktionskosten betrugen schätzungsweise 34 Millionen Südafrikanische Rand (3,65 Mio. EUR). Nach der Weltpremiere in Südafrika am 30. November 2001 wurde der Film am 29. Juni 2002 auf dem britischen Commonwealth Film Festival gezeigt. Am 23. August 2002 folgte eine Vorführung auf dem World Film Festival in Montreal. Der Film spielte in den südafrikanischen Kinos ca. 31,3 Millionen Südafrikanische Rand (3,36 Mio. EUR) ein (mehr als Titanic) und in den spanischen Kinos – bei ca. 117.000 Zuschauern – ca. 507.000 Euro. In den deutschen Kinos wurden ca. 77.000 Kinozuschauer gezählt.